# Ma'ale Gilboa
Ma'ale Gilboa (Hebreeuws: מעלה גלבוע) is een kibboets in de regionale raad van Beit She'an vallei.

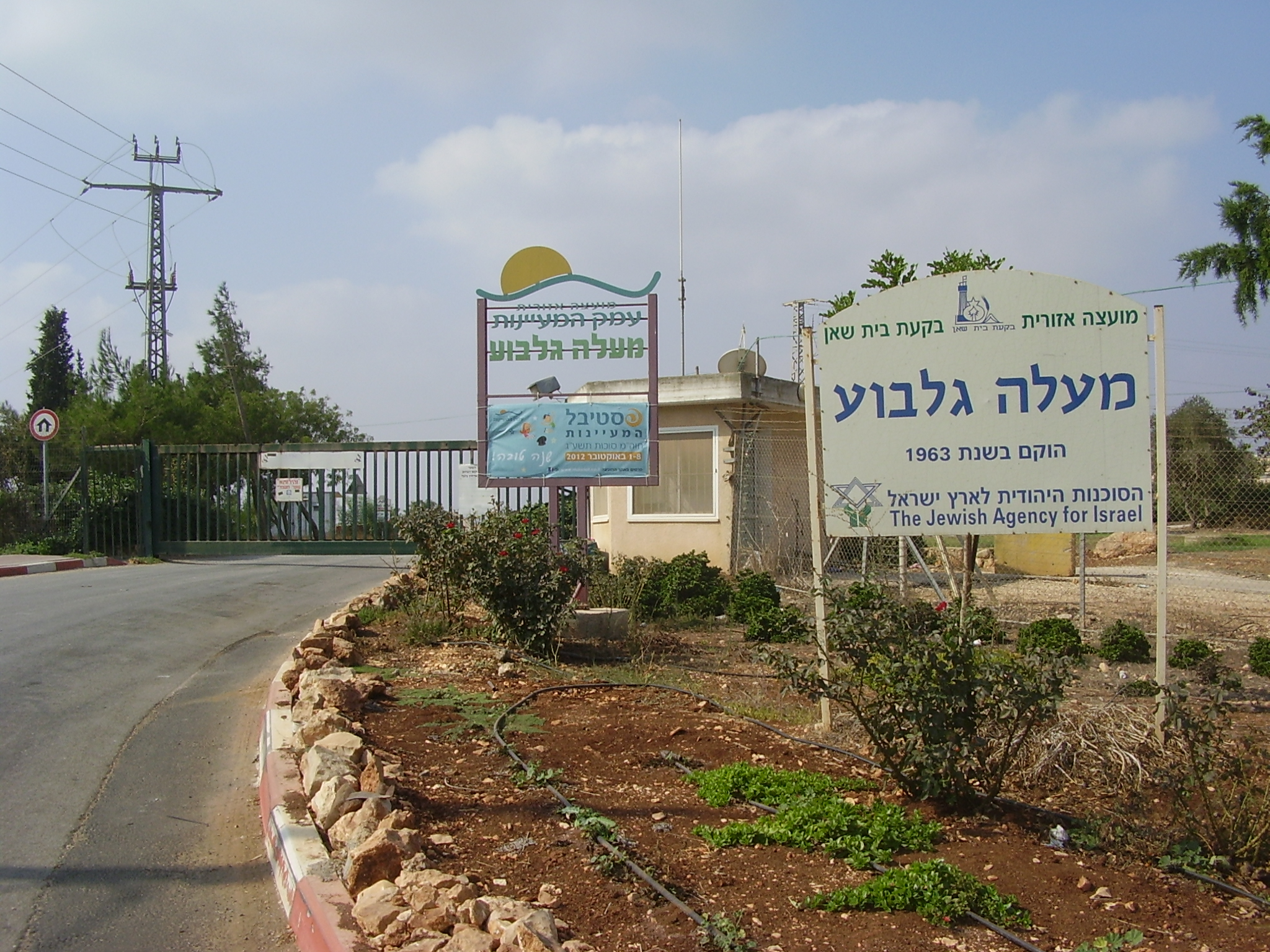
Ingang van Ma'ale Gilboa